# Yunchará
Yunchará es una localidad, distrito y municipio de Bolivia, ubicado en la provincia de José María Avilés del departamento de Tarija, al sur del país. El municipio tiene una superficie de 1.827 km² y cuenta con una población de 5.490 habitantes (según el Censo INE 2012). Posee una accesibilidad permanente a través de la carretera que lo vincula con la ciudad de Tarija, la capital departamental, distante a 100 km.

## Ubicación
Limita al norte con el municipio de El Puente, al sur con la República Argentina (Provincia de Salta), al este con los municipios de Uriondo, Padcaya y con la provincia de Cercado de Tarija, al extremo noroeste con la provincia de Sud Cinti del departamento de Chuquisaca, al oeste con la provincia de Sud Chichas y con la provincia de Modesto Omiste, ambos en el departamento de Potosí.

## Geografía

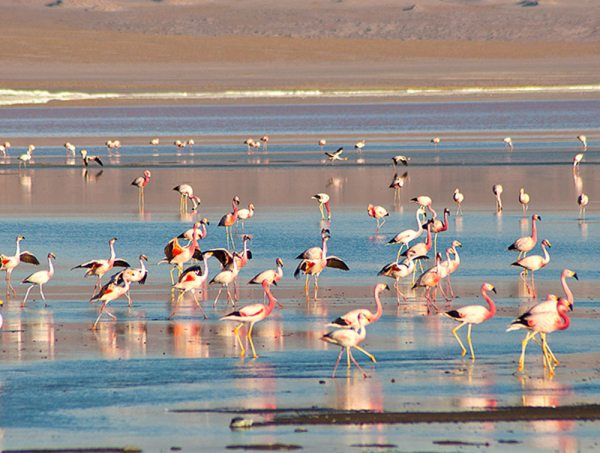
Flamencos en las lagunas de Taxara (“Tajzara”)

El territorio municipal abarca cuatro zonas ecológicas: pampa alta (zona subandina), valles altos, cabeceras de valles y quebradas. La temperatura es variable, de acuerdo a los pisos ecológicos: en la zona subandina y en los valles altos, la media es de 11,3 °C; y en las cabeceras de valles, la media es de 18,6 °C. Lo mismo respecto a las lluvias: en la zona subandina y en los valles altos, el promedio de precipitación pluvial es de 370 mm; y en las cabeceras valles es de 318 mm. En lo referente a sus recursos hídricos, el municipio se encuentra surcado por numerosos ríos pertenecientes a la cuenca del río San Juan del Oro. Los lagos más grandes del municipio son la laguna Grande y la laguna Tajzara.

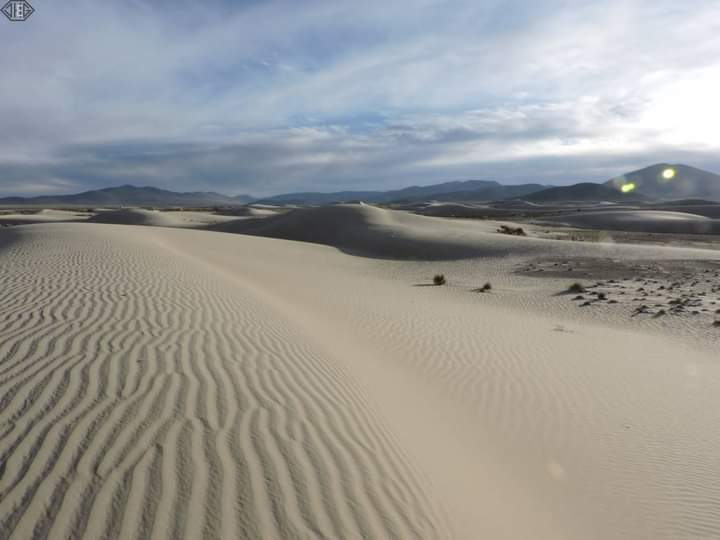
Dunas de Tajzara.

La región tiene atractivos turísticos, como los restos arqueológicos de los indígenas moyo moyos, tomatas y churumatas. Asimismo, la reserva biológica de Sama presenta una notable belleza natural por su gradiente pronunciada. Existen, además, paisajes cordilleranos y profundos valles mesotérmicos. En lo referente a su fauna, destacan especies como vicuña, llama, cóndor, viscacha y avifauna acuática. La población es conocida por sus costumbres tradicionales de valle, música y gastronomía en las ferias agropecuarias y artesanales de Copacabana y Tojo.
Yunchará está dividida en 12 distritos:
- En la zona oeste: Belén, Arteza, San Pedro, Santa Cruz de Azloca, Tojo y Buena Vista.
- En la zona central: San Luis de Palqui, Noquera, Churquis y Yunchará.
- En la zona este: Copacabana y Quebrada Honda.

Las capitales de cada distrito son homónimas.

### Clima

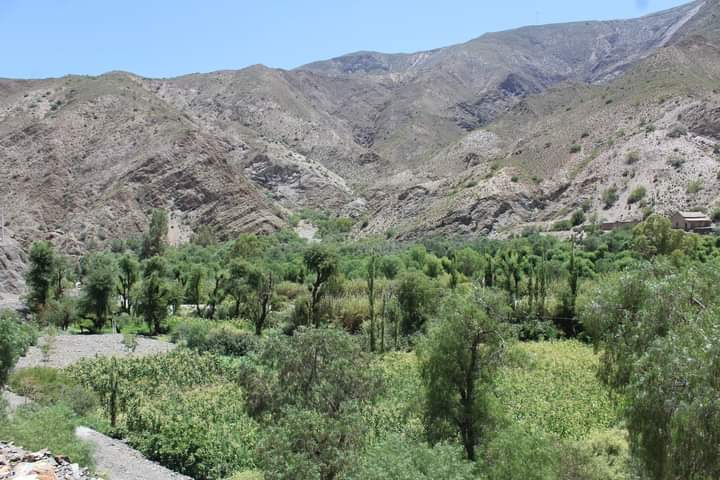
Épocas de calor en el municipio.

El clima de Yunchará está clasificado como climasemiárido frío cálido (BSk) o semiárido frio con veranos agradables, en las cabeceras de valles que existen de oeste a este, dispersas en todo el territorio, tienen un clima templado subhúmedo y un clima semiárido variado, y en los escasos puntos altos suelen tener un clima de tundra templada.

## Demografía
De acuerdo con el censo boliviano de 2024, la población del municipio de Yunchará es de 4 763 habitantes.
Tras un ligero aumento entre 1992 y 2012, la población del municipio ha vuelto a descender un 15% en 2024:

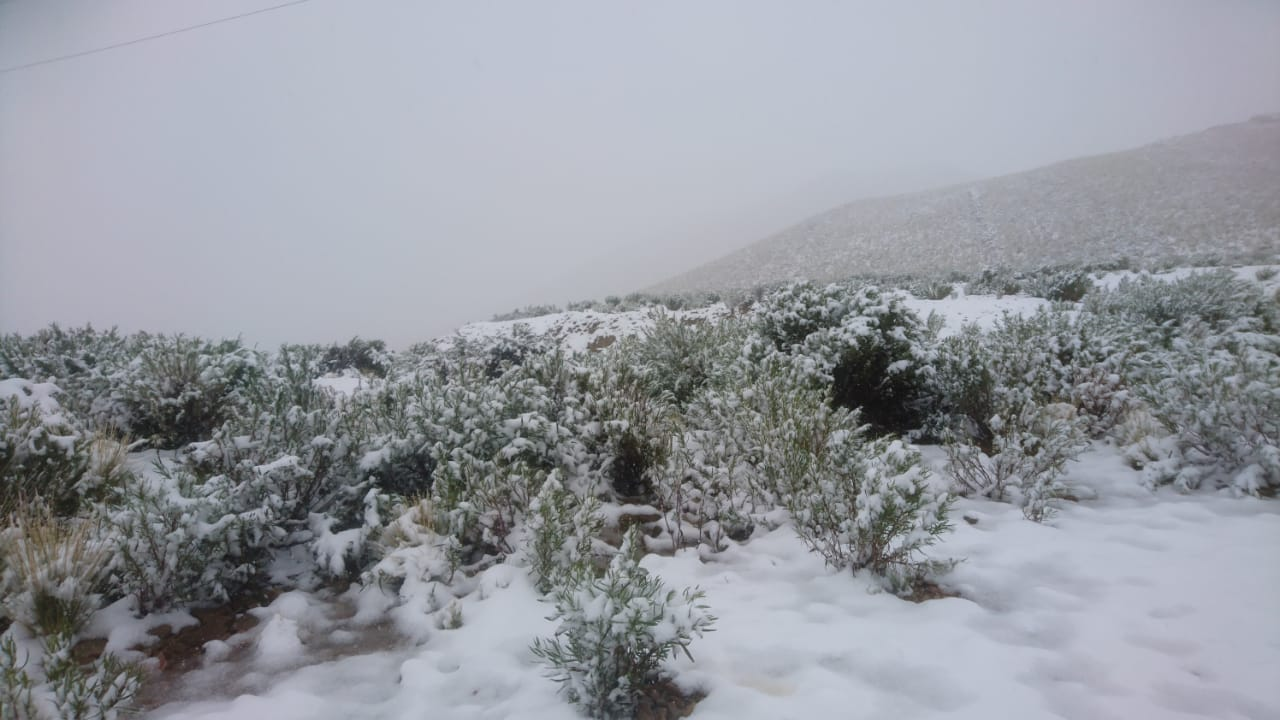
Clima de invierno en Yunchará con nevadas.

| Año  | Habitantes (municipio) | Fuente |
| ---- | ---------------------- | ------ |
| 1992 | 5 036                  | Censo  |
| 2001 | 5 173                  | Censo  |
| 2012 | 5 490                  | Censo  |
| 2024 | 4 763                  | Censo  |

## Economía
En los sistemas de producción agrícolas, adecuados al entorno y orientados a la seguridad alimentaria, se cultivan 15 especies productivas, 12 cultivos destinados a satisfacer el consumo familiar y 3 cultivos destinados al mercado; la producción agrícola alcanza a 3.189 TM, de la cual el 29% se destina a la venta. Los principales cultivos son: maíz, papa, haba, cebolla, trigo, zanahoria, arveja, ajo, papa oca, papa liza, cebada, vid, durazno y membrillo.

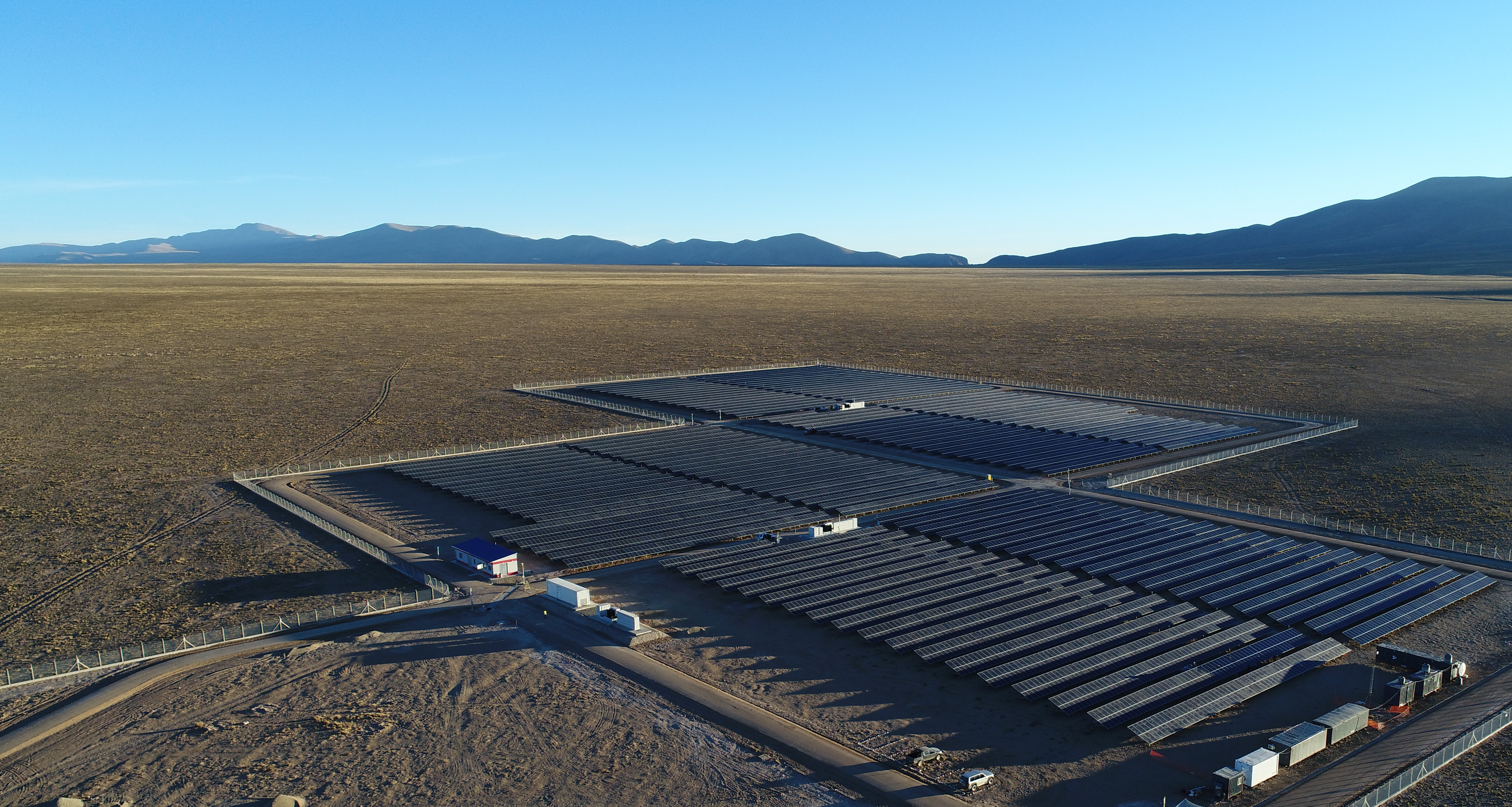
Planta solar en el municipio de Yunchará.

Respecto a los sistemas de producción pecuaria, el sistema ganadero es extensivo, con 89.760 hectáreas de pastoreo, donde pastan, caprinos, vacunos y asnos; el 83% de la población rural cría ganado, el cual es considerado como una caja de ahorro familiar. Las principales fuentes de ingresos de la población provienen de la agricultura y la ganadería.
Desde el punto de vista productivo, la región cuenta con 730 ha cultivadas, de las cuales alrededor de 630 se cultivan bajo riego y cerca de 100 ha a secano. La zona de Taxara es básicamente ganadera, y por tradición la población se dedica al rubro artesanal, habiendo desarrollado, además, aunque de forma limitada, la producción de vinos y licores, como el singani.

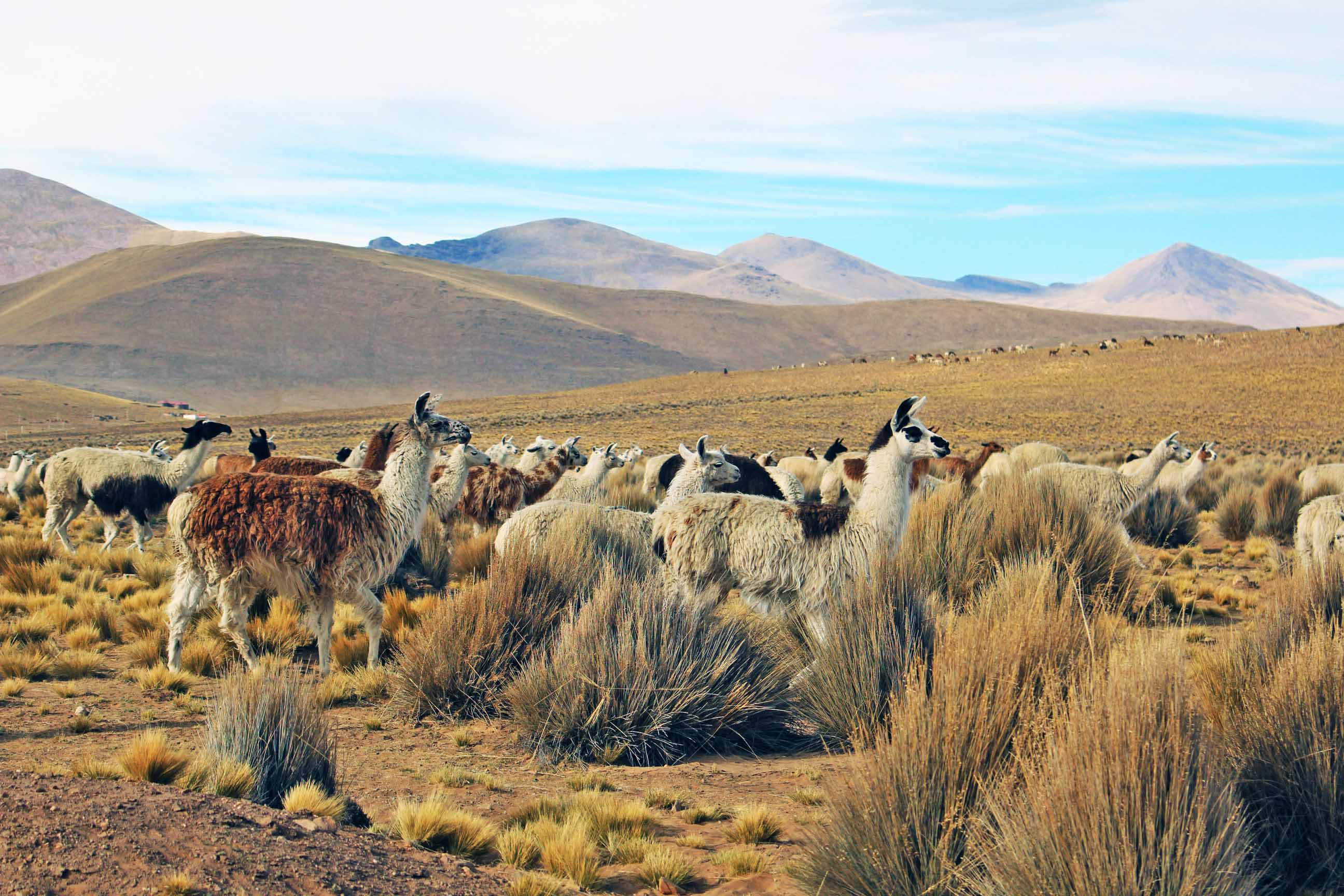
Camélidos en Yunchará

Con la mejora de su infraestructura caminera, el municipio podrá articularse con los corredores de exportación, como el que pasa por Iscayachi y concluye en Bermejo, o el que pasando por las pampas de Moraya y concluye en Villazón.
Para promover el desarrollo productivo, Yunchará cuenta con el apoyo de entidades públicas y privadas. En 2018 fue inaugurada una planta solar sobre un área de 14 hectáreas capaz de producir 5 megavatios de energía eléctrica.